# John Ramsden (4e baronnet)
John Ramsden, 4e baronnet (1755 - 15 juillet 1839) est un propriétaire terrien anglais et député. 

## Biographie
Il est le fils de John Ramsden (3e baronnet) de Byram, près de Pontefract, Yorkshire, qu'il remplace en 1769, héritant du Manoir de Huddersfield. Il fait ses études à l'University College d'Oxford (1774). 

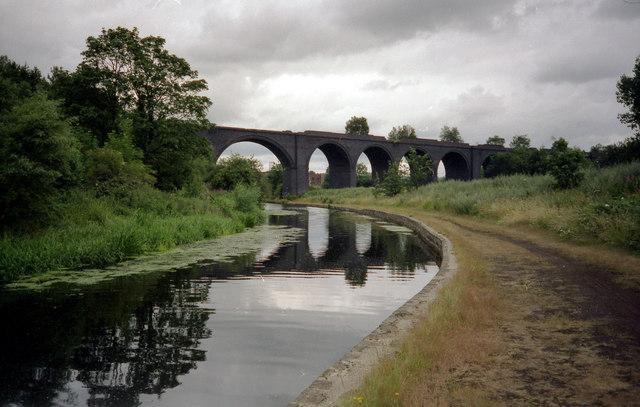
Huddersfield Broad Canal

Une loi du Parlement obtenue le 9 mars 1774, permet à "Sir John Ramsden, baronnet, de créer et d'entretenir un canal navigable à partir de la rivière Calder, entre un pont appelé Cooper's Bridge et l'embouchure de la rivière Colne jusqu'au King's Mill, près de la ville de Huddersfleld, dans la circonscription ouest du comté de York ". Achevé en 1776 et nommé à l'origine le canal de Sir John Ramsden, il est maintenant connu sous le nom de Huddersfield Broad Canal . 
Il est élu député de Grampound sous le patronage de Lord Rockingham en 1780, prenant sa retraite de la politique en 1784. Il est fait High Sheriff du Yorkshire pour 1797–98. 
Il est décédé en 1839. Il épouse Louisa Susan Ingram-Shepherd, fille et héritière de Charles Ingram (9e vicomte d'Irvine), avec qui il a 4 fils et 5 filles. Son fils aîné est John Charles Ramsden, député, qui l'a toutefois précédé dans la tombe. Le titre de baronnet passe ainsi au fils de John Charles, John William Ramsden, 5e baronnet. 